# Carrie 2 - La furia
Carrie 2 - La furia (The Rage: Carrie 2) è un film del 1999 diretto da Katt Shea con Emily Bergl, Jason London, Dylan Bruno, J. Smith-Cameron e Amy Irving.
La pellicola è il sequel di Carrie - Lo sguardo di Satana del 1976, diretto da Brian De Palma e con protagonista Sissy Spacek.

## Trama
A Chamberlain (Maine) sono passati vent'anni dalla tragica notte del ballo studentesco dove l'adolescente Carrie White, ragazza telecinetica sbeffeggiata dalle compagne di classe, provocò una strage dopo l'ennesimo scherzo malvagio ai suoi danni.
Sue Snell, una dei pochi sopravvissuti alla strage del ballo, è diventata psicologa e lavora nel nuovo liceo Ewen, costruito poco distante dalle macerie di quel teatro del massacro. Un giorno, si trova a dover aiutare Rachel Lang, studentessa di quella scuola.
Quest'ultima è una ragazza difficile. Separata da bambina dalla madre mentalmente squilibrata (che vive in un manicomio), abita con una famiglia adottiva con cui i rapporti non sono dei migliori. Come se non bastasse, a scuola è bersaglio delle prese in giro di un gruppo di compagni di scuola. Le sue uniche compagnie sono il suo cane e Lisa Parker, la sua migliore amica.
Un giorno però, senza una ragione apparentemente spiegabile, quest'ultima si uccide gettandosi dal tetto della scuola, schiantandosi su una macchina.
Rachel, colpita profondamente dall'accaduto, viene perciò mandata da Sue, che spera, standole vicino, di aiutarla a superare il suo dolore. Successivamente però, per mezzo di alcune foto di cui riesce ad entrare in possesso grazie al suo lavoro dopo-scuola in un negozio, Rachel capisce che dietro la morte di Lisa c'è lo zampino di un ragazzo, Eric, stella nascente della locale squadra di football, con la quale la ragazza era uscita.
Affiancata da Sue, decide perciò di consegnare le foto allo sceriffo, nel tentativo di far accusare il ragazzo dello stupro e della causa del suicidio dell'amica. In quell'occasione, Sue racconta all'agente che alcune sue pazienti sono vittime di un "gioco" inventato da Eric stesso e dagli amici Mark e Jesse (tutti facenti parte della locale squadra sportiva) i quali fanno a gara a chi riesce a portarsi a letto più studentesse, assegnando poi un punteggio alle loro prestazioni sessuali. Lo sceriffo promette allora a Sue di fare un'indagine sulla situazione.
Quella stessa sera, dopo aver riaccompagnato a casa Tracy, una fra le studentesse più popolari della scuola che, assieme agli altri, si diverte a sbeffeggiare Rachel, Jesse si ritrova a dover aiutare la stessa, alla quale un automobilista ha accidentalmente investito il cane. Dopo averla accompagnata dal veterinario locale, i due vanno a bere qualcosa assieme ed iniziano a conoscersi.
Il giorno successivo, a scuola, mentre parla alla ragazza della madre, Sue si accorge che Rachel è dotata di telecinesi. Finita la seduta, la ragazza si scontra con Eric, rivelandogli di essere a conoscenza delle sue responsabilità nella morte dell'amica Lisa. Poco dopo, durante un allenamento sul campo sportivo, Eric viene incastrato dallo sceriffo grazie alle foto consegnateli da Rachel e minacciato di una denuncia. Il ragazzo, intimorito, si sfoga allora con l'amico Mark, il quale, quella stessa sera, organizza una spedizione punitiva a casa della ragazza. Rachel però, per mezzo della telecinesi, riesce a spaventare e a far fuggire il gruppo.
Il mattino seguente, Rachel, che crede Jesse uno fra i protagonisti dell'incursione a casa sua, cerca di evitarlo. Quando però il ragazzo le chiede il motivo del suo comportamento, Rachel gli racconta il fattaccio. Jesse allora si reca da Mark, imponendogli di lasciare stare la ragazza. I due finiscono per litigare e insultarsi.
Quella stessa sera, Jesse invita Rachel ad uscire con lui. Chiacchierando, i due scoprono di avere un'attrazione reciproca.
Nel frattempo, Sue, intimorita dalla telecinesi di Rachel che l'ha portata indietro nel tempo con i ricordi, fa visita alla madre naturale della studentessa. Parlando con la donna, questa le rivela che il padre è Ralph White, ossia lo stesso padre dell'ex compagna di classe Carrie. Sue allora, nel tentativo di spiegare a Rachel la pericolosità delle sue doti, la porta a visitare le macerie dell'ex liceo di Chamberlain. Quando però tenta di aiutare ulteriormente la ragazza, questa si arrabbia e se ne va.
Nel frattempo, a scuola, Eric viene chiamato dal procuratore distrettuale e dallo sceriffo, che vogliono chiarire con lui la questione del "gioco" inventato con gli amici che ha portato al suicidio di Lisa. Non volendo venire accusato da solo, Eric fa i nomi dei compagni coinvolti. Trattandosi tuttavia di figli di personalità politiche influenti per la città di Chamberlain ed essendo il suo stesso padre un personaggio noto, le indagini si arenano e vengono archiviate senza un colpevole.
Poco dopo, Mark si reca nella palestra della scuola, dove Jesse si sta allenando in vista di un'importante partita che la loro squadra deve affrontare e porge all'amico le sue scuse per ciò che ha fatto a Rachel. Per farsi perdonare, poi, gli presta le chiavi di una casa vacanze che appartiene ai genitori, invitandolo a portare la ragazza a trascorrere con lui un fine settimana in tutta tranquillità.
Nel frattempo, Rachel incontra Monica, un'amica di Tracy, Mark ed Eric, in un centro commerciale. Monica sorprende Rachel dimostrandosi particolarmente amichevole nei suoi confronti, tanto da invitarla alla tradizionale festa che la squadra organizza dopo ogni partita di campionato. Rachel accetta entusiasta di parteciparvi, confidando anche nella presenza di Jesse.
Il fine settimana finalmente arriva e Jesse porta Rachel nella casa vacanze dei genitori di Mark. I due, scoprendosi ormai innamorati, finiscono per avere un rapporto sessuale, ma non si accorgono che qualcuno, dall'esterno di una finestra, li filma.
Il mattino seguente, rientrata a casa, Rachel viene sorpresa dal padre adottivo che, accortosi del suo mancato rientro notturno, la mette in punizione, vietandole di andare a vedere la partita.
Nel frattempo, Sue si reca nuovamente dalla madre della ragazza e la fa evadere dal manicomio, volendo che la donna racconti alla figlia la verità sul suo padre naturale, dal momento che, sino a quel momento, le aveva sempre fatto credere che era un uomo fuggito da casa quando lei era molto piccola.
A scuola, intanto, la partita è in pieno svolgimento. Rachel, disubbidendo per l'ennesima volta al padre adottivo, scappa da casa e giunge sugli spalti giusto in tempo per vedere Jesse segnare il punto decisivo che sancisce la vittoria della sua squadra. Poco dopo, mentre il ragazzo sta parlando con un osservatore sportivo, Monica si offre di accompagnarla sul luogo della festa. Jesse invece, trovando all'uscita da scuola la sua auto danneggiata, è costretto a chiedere un passaggio a Tracy per raggiungere la festa. Poco dopo, saputo dell'evento, anche Sue si mette in strada per raggiungere Rachel, portando la madre della ragazza con sé.
Alla festa, partecipano diversi ragazzi e amici della squadra di football del liceo.
Al suo arrivo, Rachel viene accolta con un po' di freddezza e tensione dagli altri invitati, essendo appunto stata la migliore amica di Lisa, nonché per la sua reputazione di ragazza difficile e sbeffeggiata da tutti. Tuttavia, pochi minuti dopo, l'atmosfera si rilassa e Rachel viene invitata a bere e a chiacchierare assieme a Monica e Mark.
Nel frattempo, Tracy riesce ad intrattenere Jesse a casa sua, fingendo di doversi cambiare per la serata, al solo scopo di farlo arrivare più tardi possibile da Rachel.
Poco dopo, la festa prende una brutta piega: mentre sta ballando assieme agli altri invitati difatti, a Rachel arriva in mano il quaderno dove Mark, Eric, Jesse e tutti gli altri annotavano nome e punteggio delle studentesse che si portavano a letto. Mentre, sconvolta, legge le nefandezze compiute dal gruppo, sul televisore del salotto viene proiettato il filmino che la ritrae assieme a Jesse nella casa vacanze dei genitori di Mark mentre fanno l'amore. Ciò scatena l'ilarità generale, nonché quella di Mark, Eric e Monica, cosa che fa capire a Rachel che la loro amicizia era solo una messinscena per potersi prendere gioco di lei davanti a tutti.
Sotto shock, Rachel decide di prendersi finalmente la sua vendetta personale.
Per mezzo della telecinesi, scatena infatti una serie di eventi (fuoco, lancio di oggetti) che portano alla morte di quasi tutti i presenti alla festa, inclusi Mark, Eric e Monica. Giunta sul posto assieme alla madre, anche Sue muore accidentalmente, trafitta da una lancia.
Quando si accorge della presenza del genitore, Rachel prova a ricongiungersi con lei, ma la donna, spaventata dalle doti della figlia, scappa, lasciandola a terra ferita. Nel frattempo, anche Jesse e Tracy raggiungono il posto ma lei muore a seguito del crollo di un soffitto, Quando Jesse prova a soccorrere Rachel, questa si ribella a lui, accusandolo di aver finto d'amarla e di essere in realtà come tutti gli altri.
Jesse allora le confida di essere veramente innamorato di lei e, pochi secondi dopo, anche una scena del filmino, che sta ancora scorrendo nel televisore, gliene da conferma: in una scena, difatti, mentre Rachel sta dormendo abbracciata a Jesse, lo sente dire "Ti amo".
A questo punto, conscia della verità ma ormai prossima alla morte a causa delle ferite riportate, Rachel, usando la telecinesi, catapulta Jesse nella piscina della casa, salvandolo, mentre lei muore nell'incendio da lei stessa provocato.
L'anno successivo, Jesse è uno studente universitario che vive solo e che si prende cura del cane appartenuto a Rachel.
Una sera, mentre sta studiando nella sua stanza, una finestra si apre alle sue spalle e Rachel entra a piedi nudi. Quando si accorge di lei, Jesse le va incontro e la bacia. Un attimo dopo però, la figura di Rachel si sgretola a pezzi. Jesse si sveglia sudato sulla sua scrivania, rendendosi conto che ciò che ha visto era solo un sogno.

## Produzione
In origine, il film si doveva chiamare The Curse e le riprese dovevano iniziare nel 1993 con la regia di Robert Mandel e con Emily Bergl nel ruolo della protagonista, ma la produzione rimase in fase di stallo per due anni.
La trama parlava di un incidente accaduto realmente, in cui un gruppo di atleti delle superiori conosciuti come The Posse Spur rimanevano coinvolti in uno scandalo sessuale. Alfine, nel 1998, il film entrò in produzione con il titolo Carrie 2: Say You're Sorry (Carrie 2: Di' che ti dispiace). A poche settimane dall'inizio delle riprese, però, il regista Robert Mandel si licenziò. Al suo posto, venne assunta Katt Shea, che si trovò nella non facile situazione di avere meno di una settimana per preparare ed iniziare le riprese e due settimane per riprendere in reshoot.
Venne chiamata Amy Irving per il ruolo di Sue Snell, che aveva già interpretato in Carrie - Lo sguardo di Satana del 1976. L'attrice, inizialmente titubante, si consultò con Brian DePalma, regista del film, prima di accettare il ruolo. Per i flashback relativi alla pellicola precedente, la regista ottenne il permesso di Sissy Spacek di utilizzare alcune sue immagini per dare continuità.

## Riconoscimenti[1]
2000
- Nomination Saturn Award come Best Performance by a Younger Actor/Actress per Emily Bergl - Academy of Science Fiction, Fantasy & Horror Films, USA
- Nomination Golden Slate Best Horror Movie - Csapnivalo Awards

## Accoglienza
- Il film costò 21 milioni di dollari e ne guadagnò solo 17, risultando un insuccesso sia al botteghino che di critica.